# اچ‌ام‌اس میرمیدون (۱۸۶۷)
اچ‌ام‌اس میرمیدون (۱۸۶۷) (به انگلیسی: HMS Myrmidon (1867)) یک کشتی بود که طول آن ۱۸۵ فوت (۵۶ متر) بود. این کشتی در سال ۱۸۶۷ ساخته شد.